# Giampaolo Vettolani
Giampaolo Vettolani (ur. 27 grudnia 1950) – włoski astrofizyk, dyrektor naukowy Narodowego Instytutu Astrofizyki w Rzymie (Istituto Nazionale di Astrofisica, INAF).

## Życiorys
W 1973 roku ukończył z wyróżnieniem studia fizyczne na Uniwersytecie w Bolonii, broniąc pracy Pęd kątowy galaktyk (Il momento angolare delle Galassie) napisanej pod kierunkiem Giancarlo Settiego.
W latach 1974–1976 był asystentem w Instytucie Astronomii Uniwersytetu Bolońskiego. W latach 1979–1980 był tam adiunktem i prowadził kurs z astronomii dla studentów.
Od 1976 roku był pracownikiem naukowym w Instytucie Radioastronomii (Istituto di Radioastronomia, IRA) Narodowej Rady Badań Naukowych (Consiglio Nazionale delle Ricerche, CNR). W latach 1988–1991 był tam szefem zespołu badawczego (Primo Ricercatore), a w latach 1991–2011 kierownikiem ds. badań (Dirigente di ricerca). W 1984 roku odbył wizytę naukową w Europejskim Obserwatorium Południowym.
Od 1994 do 1999 roku Vettolani był członkiem Narodowego Komitetu Nauk Fizycznych CNR, do którego przydzielonych było około 30 obiektów badawczych wraz z około 1500 badaczami i technikami w dziedzinie inżynierii materiałowej, fizyki kosmicznej, planetologii, radioastronomii i fizyki atmosfery.
W 2005 roku jego Instytut Radioastronomii CNR został wcielony do Narodowego Instytutu Astrofizyki (Istituto Nazionale di Astrofisica, INAF). Vettolani od 2002 roku był dyrektorem Departamentu Projektów INAF. Zakończył pracę na tym stanowisku w 2010 roku, po upływie drugiej kadencji, zaś od 2012 roku pełni funkcję dyrektora naukowego Narodowego Instytutu Astrofizyki.
Głównym obszarem jego badań jest kosmologia obserwacyjna. Vettolani prowadził badania fotometryczne i spektroskopowe gromad galaktyk i supergromad w celu badania wielkoskalowej struktury Wszechświata oraz słabych radioźródeł. Opublikował 128 oryginalnych prac badawczych w recenzowanych czasopismach naukowych i był współautorem książek Wide Spectrum Spectroscopy (jako współredaktor, Springer 1997) oraz Catalog Of Radial Velocities (jako współautor, Routledge 2001). Wystąpił z referatami na 137 konferencjach naukowych.
Był członkiem Komisji ESO Ministerstwa Spraw Zagranicznych Włoch (1992–1998), członkiem Grupy Roboczej Ministerstwa Rozwoju Gospodarczego ds. Realizacji umowy o współpracy Włochy – Australia dla planowanej sieci radioteleskopów Square Kilometre Array (od 2009), włoskim przedstawicielem w Komitecie Programu Obserwacyjnego Europejskiego Obserwatorium Południowego (1992–1999), członkiem grupy ekspertów forum OECD–GlobalScience ds. Programów i projektów na dużą skalę w astronomii i astrofizyce (2003–2004), członkiem Międzynarodowego Komitetu Astronomii na Wyspach Kanaryjskich (2003–2006), członkiem Rady Large Binocular Telescope (LBT, 2003–2011), członkiem Rady i Komitetu Wykonawczego I3 Opticon Komisji Europejskiej ds. Koordynacji Astronomii Optycznej w Europie (od 2003), członkiem Komitetu Sterującego Ekstremalnie Wielkiego Teleskopu (badania projektowe 6PR i 7PR, finansowane przez Komisję Europejską, od 2005), członkiem zarządu European Project Prep SKA (badanie przygotowawcze 7PR) dla RadiotelescopeSquare KilometerArray (2008–2011), członkiem grupy eksperckiej OECD-Global Science Forum „Establishing Large International Research Infrastructures” (2009), członkiem Rady Finansującej Cherenkov Telescope Array (od 2011), oraz ekspertem Agence de la mutation de la recherche et de l'enseignement superieur (AERES, 2011).
Był także członkiem komitetów doradczych i komitetów naukowych ds. produkcji teleskopów i oprzyrządowania, m.in. komitetu przy spektrografie FUEGOS dla Very Large Telescope (1991–1993, ESO), VLT Survey Telescope (przewodniczący SC 1996–1997, ESO–INAF) oraz spektrografu MODS z Ohio State University dla Large Binocular Telescope (2005).
Był członkiem komitetów organizacyjnych krajowych i międzynarodowych konferencji naukowych, a także recenzentem w czasopismach The Astronomical Journal oraz Monthly Notices of the Royal Astronomical Society.
Oprócz włoskiego, który jest jego językiem ojczystym, mówi również po angielsku, francusku i hiszpańsku. Jest dalekim krewnym polskiej rodziny Vetulani.